# Z32 (film)
Pour les articles homonymes, voir Z32.
Pour plus de détails, voir Fiche technique et Distribution.
Z32 est un documentaire franco-israélien réalisé par Avi Mograbi sorti en salles le 18 février 2009 et présenté lors de la Mostra de Venise le 30 août 2008.

## Synopsis
Un jeune Israélien a participé à des représailles meurtrières dans un petit village palestinien, quand il était membre de Tsahal. Il souhaite témoigner de cette expérience traumatisante, mais refuse d'être reconnu à l'écran. Le cinéaste Avi Mograbi imagine donc une méthode de dissimulation qui ne gêne ni le regard du spectateur ni la parole du témoin.

## Fiche technique
- Titre : Z32
- Réalisation : Avi Mograbi
- Scénario : Avi Mograbi
- Photographie : Philippe Bellaïche
- Musique : Noam Enbar (he)
- Montage image : Avi Mograbi
- Montage son et mixage : Dominique Vieillard
- Effets spéciaux : Eran Feller
- Genre : documentaire
- Durée : 81 minutes
- Pays d'origine :  France,  Israël
- Production :
  - Producteur délégué : Serge Lalou
  - Coproducteurs : Avi Mograbi
  - Production déléguée :  Les Films d'ici
  - Coproduction :  Le Fresnoy - Studio national des arts contemporains
- Distribution : 
  -  France : Les Films du losange
- Dates de sortie :
  -  Italie : 30 août 2008 (Mostra de Venise)[1]
  -  France : 26 novembre 2008 (Entre vues, Festival international du film de Belfort)[2]
  -  France : 18 février 2009